# Kamosowo (przystanek kolejowy)
Kamosowo – zlikwidowany przystanek kolei wąskotorowej (Białogardzka Kolej Dojazdowa) w Kamosowie, w województwie zachodniopomorskim, w Polsce.